# Список высших учебных заведений Украины
Список высших учебных заведений Украины III и IV уровней аккредитации.

## Алчевск
- Донбасский государственный технический университет — с ноября 2014 располагался в городе Лисичанск. С 2018 года — закрыт.

## Белая Церковь
- Белоцерковский национальный аграрный университет

## Бучач
- Бучацкий институт менеджмента и аудита

## Винница
- Винницкий национальный аграрный университет
- Винницкий государственный педагогический университет имени Михаила Коцюбинского
- Винницкий национальный медицинский университет имени Николая Пирогова
- Винницкий национальный технический университет
- Винницкий учебно-научный институт экономики Тернопольского национального экономического университета
- Винницкий торгово-экономический институт Киевского национального торгово-экономического университета

## Днепр
- Днепровский национальный университет
- Днепровский государственный аграрно-экономический университет
- Днепровский национальный университет железнодорожного транспорта
- Днепропетровский государственный университет внутренних дел
- Национальная металлургическая академия
- Национальный технический университет «Днепровская политехника»
- Приднепровская государственная академия строительства и архитектуры
- Украинский государственный химико-технологический университет
- Университет имени Альфреда Нобеля
- Университет таможенного дела и финансов

## Донецк
- Донецкий государственный институт искусственного интеллекта — прекратившим существование согласно решению Кабинета министров Украины от 6 апреля 2011 года № 284-р,
- Донецкая академия автомобильного транспорта
- Донецкий государственный медицинский университет имени Максима Горького — с сентября 2014 юридический адрес вуза в г. Лиман, обучение также проходит в городах Краматорск и Кропивницкий
- Донецкий государственный университет экономики и торговли имени Михаила Туган-Барановского — с сентября 2014 эвакуирован в город Кривой Рог .
- Донецкий государственный университет управления
- Донецкий институт туристического бизнеса
- Донецкий национальный технический университет — с сентября 2014 временно перемещен в г. Покровск
- Донецкий национальный университет — с сентября 2014 временно расположен в Виннице.
- Донецкий физико-технический институт имени А. А. Галкина НАН Украины — с 2014 перемещен в Киев

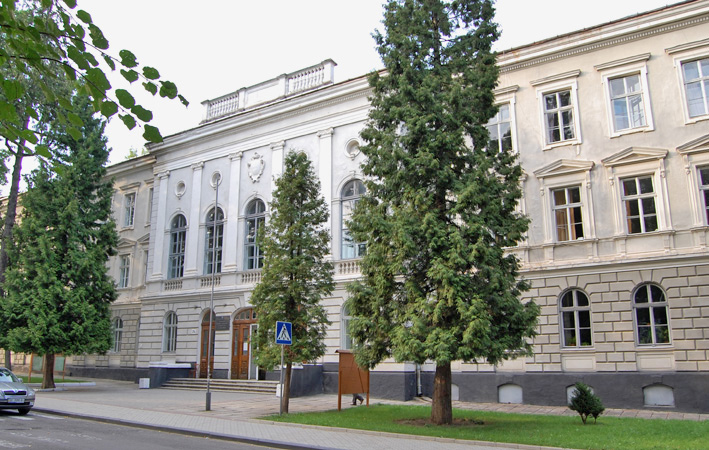
Дрогобычский государственный педагогический университет имени Ивана Франко

## Житомир
- Государственный университет «Житомирская Политехника»
- Житомирский военный институт имени С. П. Королёва
- Житомирский государственный университет имени Ивана Франко
- Полесский национальный университет

## Запорожье
- Инженерный учебно-научный институт ЗНУ
- Запорожский государственный медико-фармацевтический университет
- Запорожский национальный университет
- Классический приватный университет
- Национальный университет «Запорожская политехника»

## Ивано-Франковск

Ивано-Франковский государственный медицинский университет

- Ивано-Франковский государственный медицинский университет
- Ивано-Франковский национальный технический университет нефти и газа
- Прикарпатский университет имени Василия Стефаника
- Университет Короля Даниила

## Ирпень
- Национальный университет государственной фискальной службы Украины
- Ирпенская финансово-юридическая академия

## Каменец-Подольский

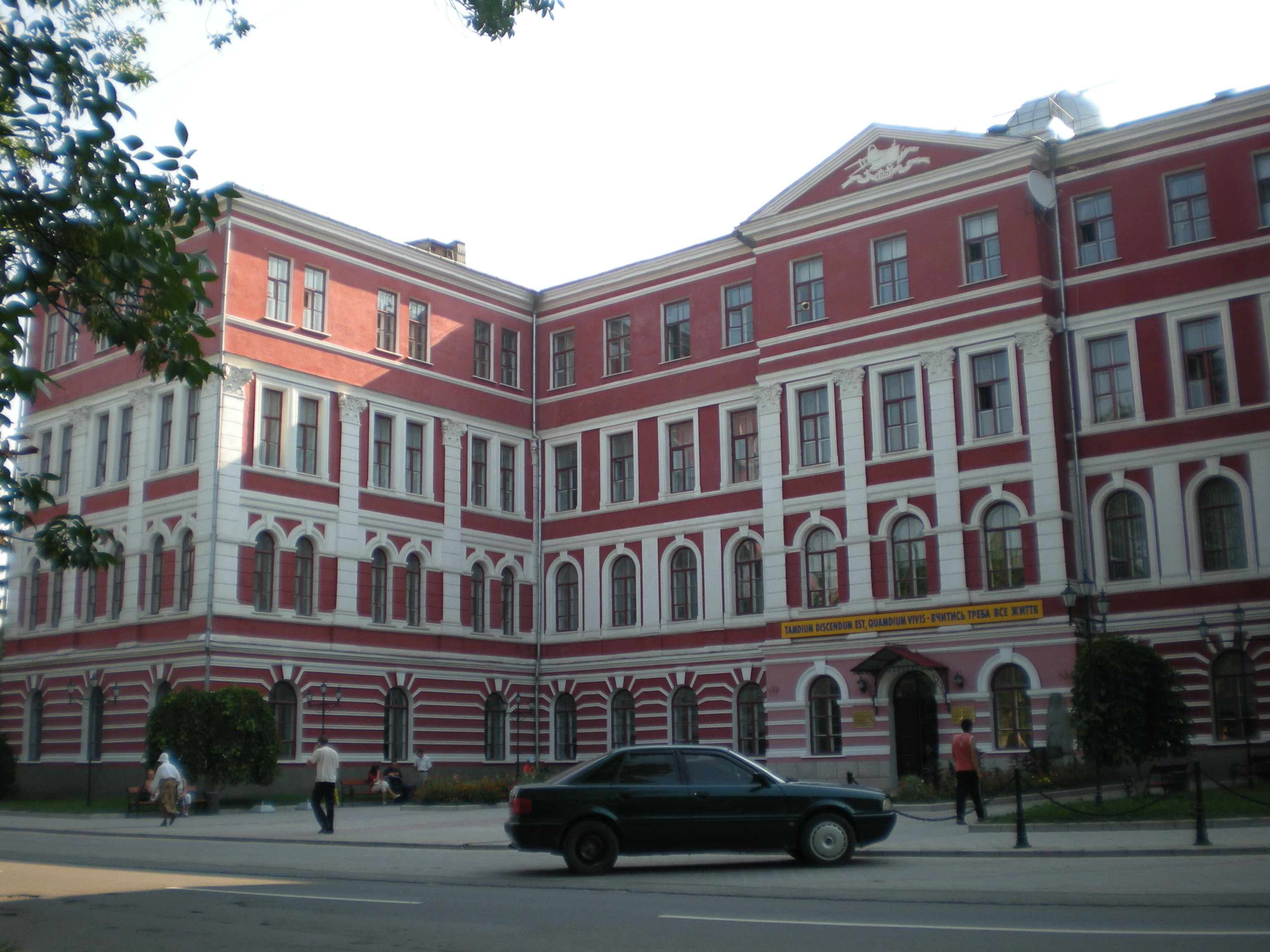
Каменец-Подольский национальный университет имени Ивана Огиенко

- Каменец-Подольский национальный университет имени Ивана Огиенко
- Подольский государственный университет

## Каменское
- Днепровский государственный технический университет

## Киев

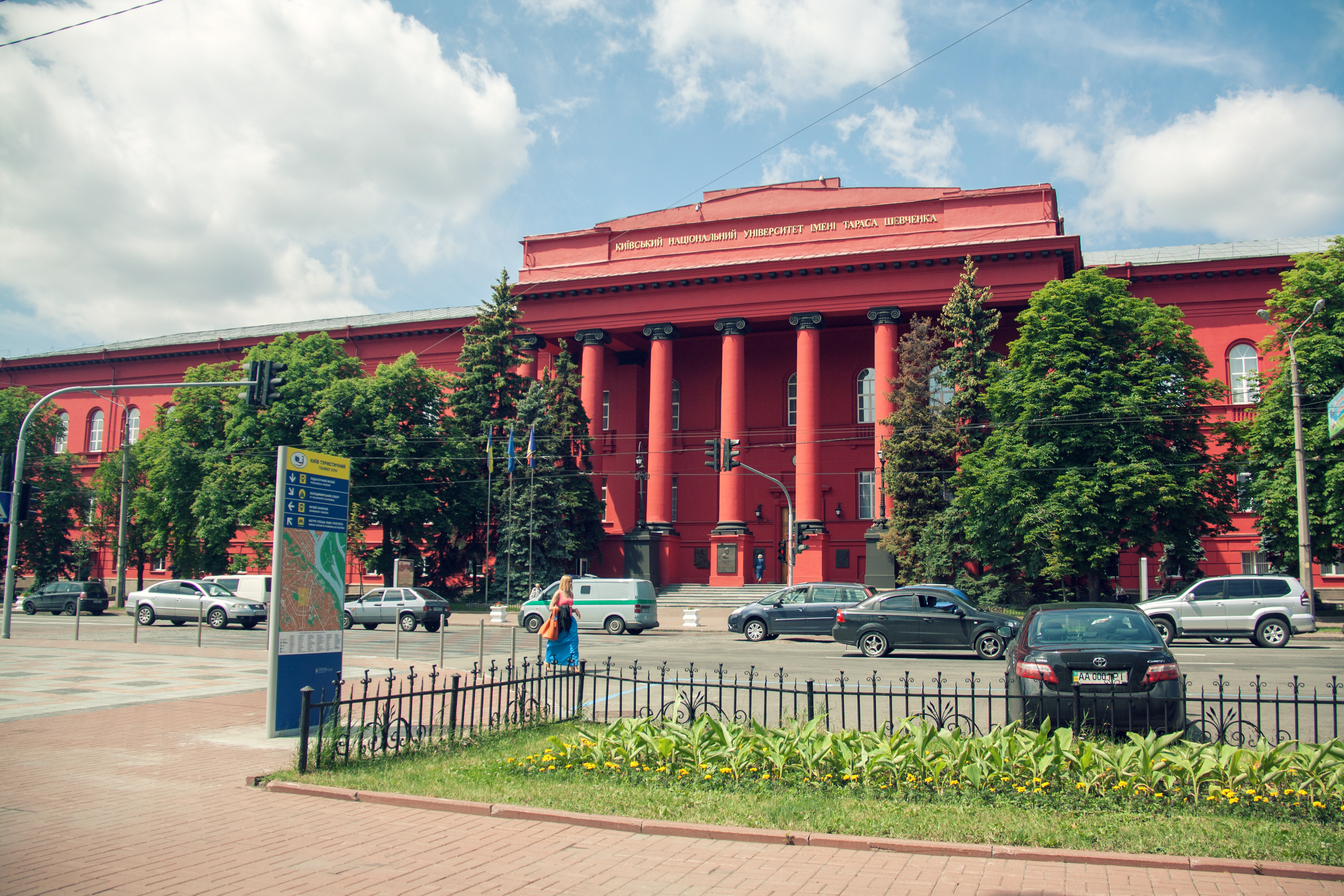
Киевский национальный университет имени Тараса Шевченко

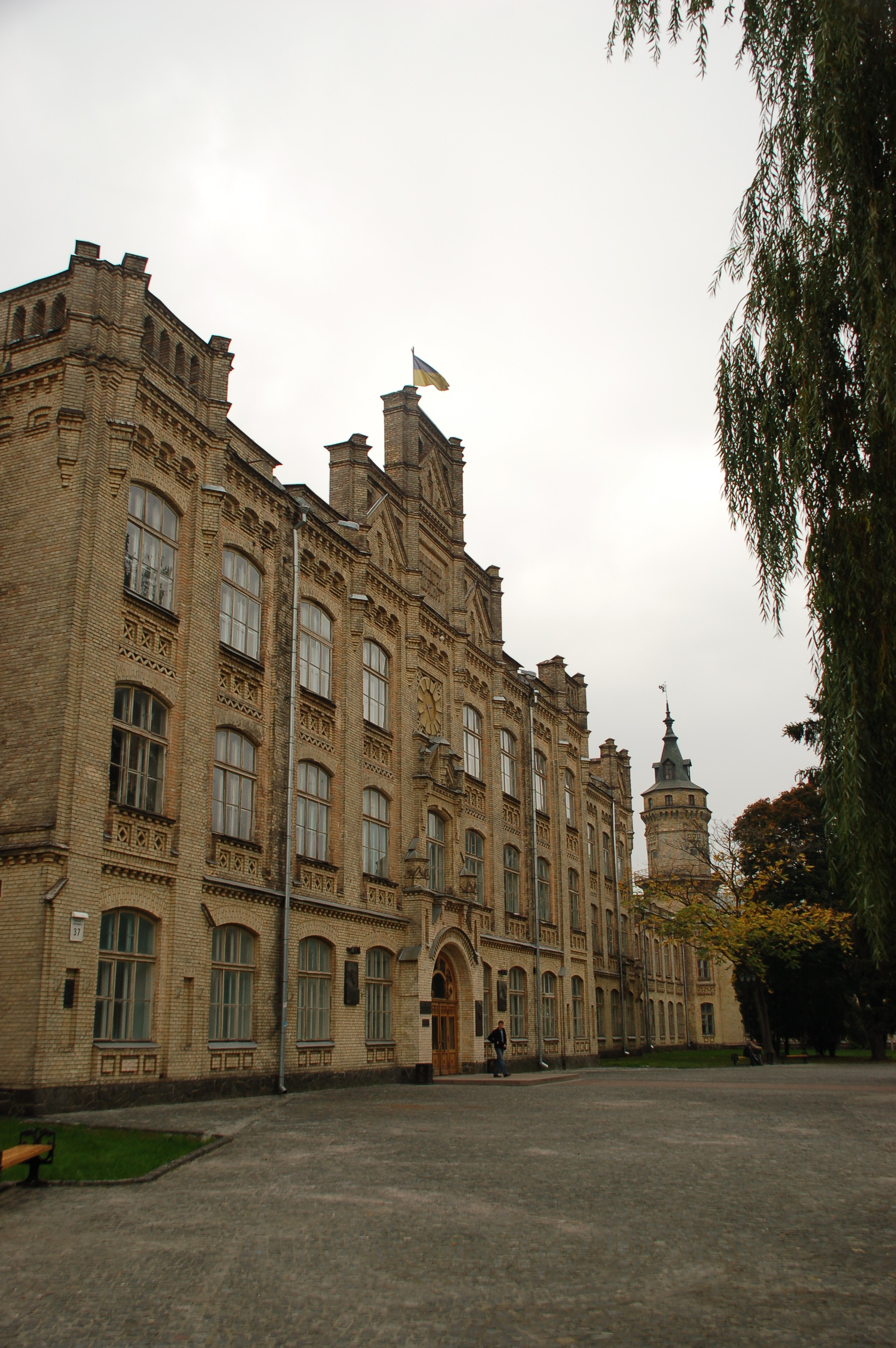
Национальный технический университет Украины «Киевский политехнический институт»

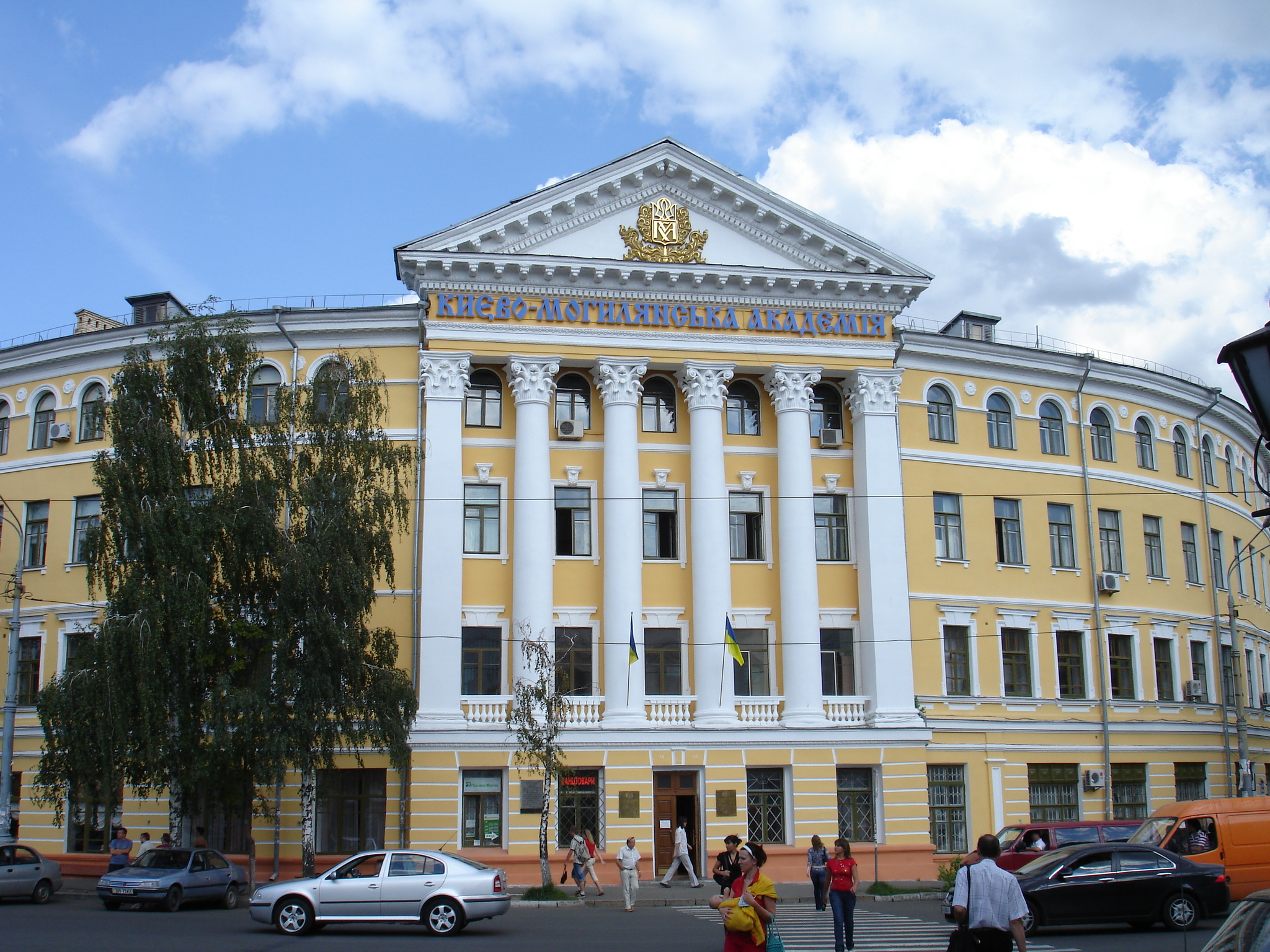
Национальный университет «Киево-Могилянская академия»

Подробнее: Учреждения высшего образования Киева
- Академия адвокатуры Украины
- Академия муниципального управления
- Открытый международный университет развития человека «Украина»
- Государственная академия жилищно-коммунального хозяйства Министерства строительства, архитектуры и жилищно-коммунального хозяйства Украины
- Государственная академия статистики, учёта и аудита Госкомстата Украины
- Государственный университет информационно-коммуникационных технологий
- Институт высшей квалификации Киевского национального торгово-экономического университета
- Институт муниципального менеджмента
- Институт проблем моделирования в энергетике имени Г. Е. Пухова НАН Украины
- Киевский гуманитарный институт
- Киевская государственная академия водного транспорта имени гетмана Петра Конашевича-Сагайдачного
- Киевская православная богословская академия
- Киевский институт современной психологии и психотерапии
- Киевская школа экономики (KSE)
- Киевский международный университет
- Киевский университет имени Бориса Гринченко
- Киевский национальный экономический университет имени Вадима Гетьмана
- Киевский национальный лингвистический университет
- Киевский национальный торгово-экономический университет
- Киевский национальный университет строительства и архитектуры
- Киевский национальный университет внутренних дел
- Киевский национальный университет имени Тараса Шевченко
- Киевский национальный университет культуры и искусств
- Киевский национальный университет технологий и дизайна
- Киевский университет славистики
- Киевский государственный институт декоративно-прикладного искусства и дизайна имени Михаила Бойчука
- Киевский университет права НАН Украины
- Киевский университет рыночных отношений
- Международный Соломонов университет
- Национальная академия внутренних дел Украины
- Национальная академия государственного управления при Президенте Украины
- Национальная академия изобразительного искусства и архитектуры
- Национальная академия управления
- Национальная академия Службы безопасности Украины
- Национальный авиационный университет
- Национальный аграрный университет
- Национальная медицинская академия последипломного образования имени П. Л. Шупика
- Национальный медицинский университет имени акад. Александра Богомольца
- Национальный педагогический университет имени М. П. Драгоманова
- Национальный технический университет Украины «Киевский политехнический институт»
- Национальный транспортный университет
- Национальный университет «Киево-Могилянская академия»
- Национальный университет физического воспитания и спорта Украины
- Национальный университет пищевых технологий
- Украинский государственный университет экономики и финансов Министерства финансов Украины
- Украинский-американский гуманитарный институт «Висконсинский международный университет (США) в Украине»

## Краматорск
- Донбасская государственная машиностроительная академия
- Донбасский институт техники и менеджмента Международного научно-технического университета им. академика Юрия Бугая

## Кропивницкий
- Центральноукраинский государственный педагогический университет им Владимира Винниченко
- Центральноукраинский национальный технический университет
- Кировоградский институт государственного и муниципального управления Классического приватного университета

## Кременчуг
- Кременчугский национальный университет

## Кривой Рог
- Криворожский национальный университет
- Криворожский государственный педагогический университет
- Государственный университет экономики и технологий

## Луганск
- Луганский национальный аграрный университет
- Луганский национальный педагогический университет имени Тараса Шевченко
- Восточноукраинский национальный университет имени Владимира Даля

## Луцк

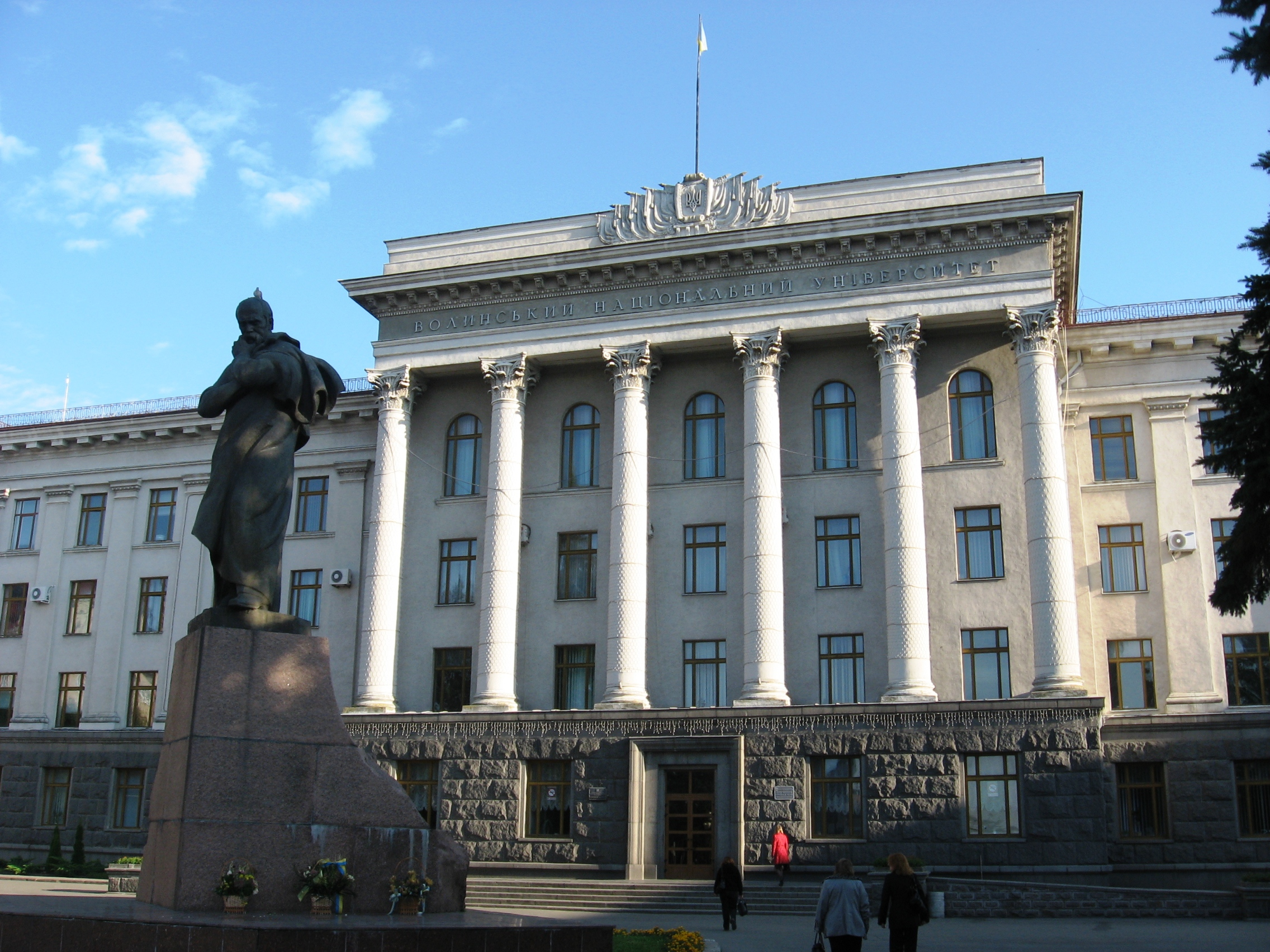
Волынский национальный университет имени Леси Украинки

- Волынский национальный университет имени Леси Украинки
- Луцкий национальный технический университет
- Луцкий гуманитарный университет
- Академия рекреационных технологий и права

## Львов

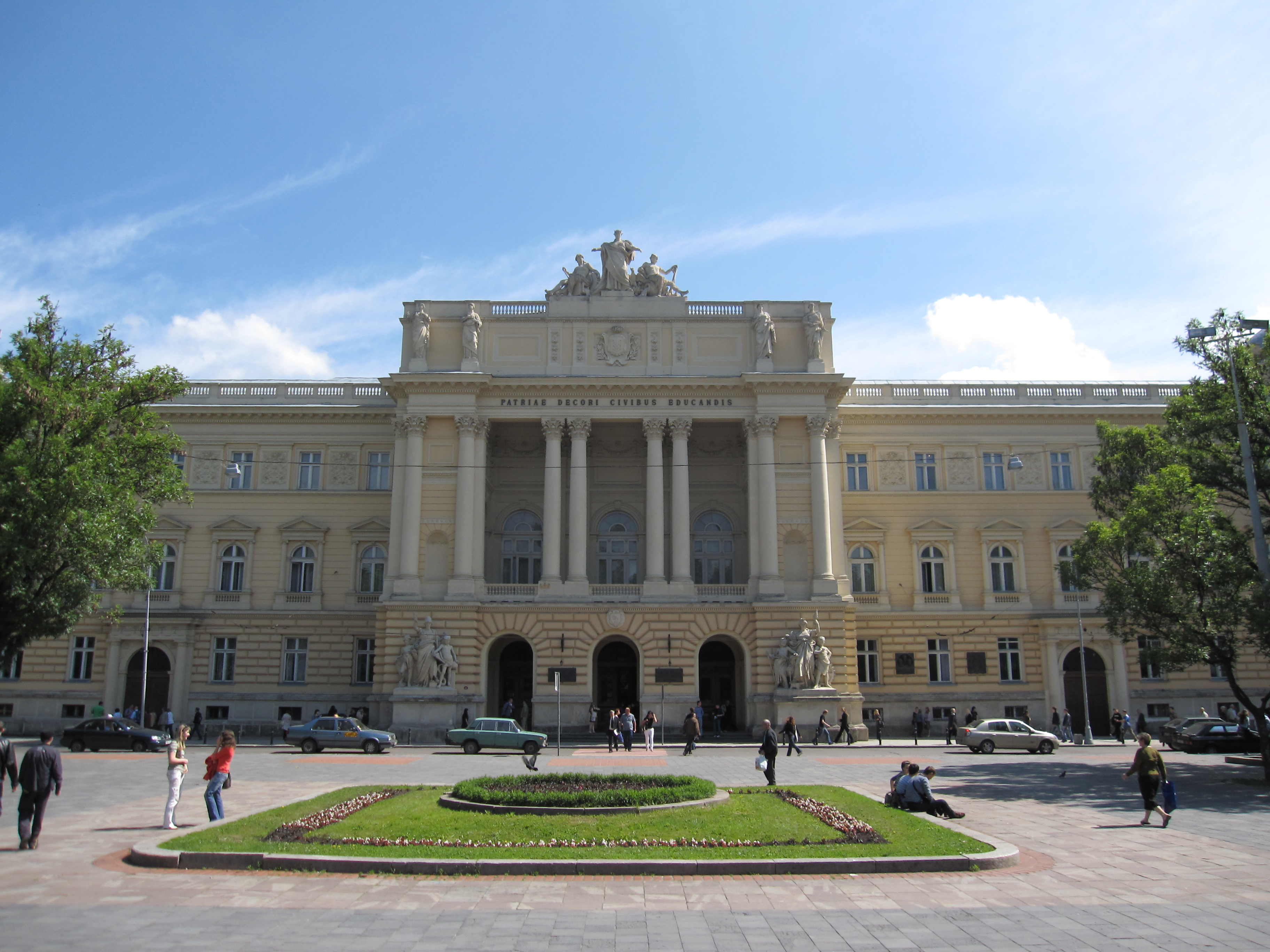
Львовский национальный университет имени Ивана Франко

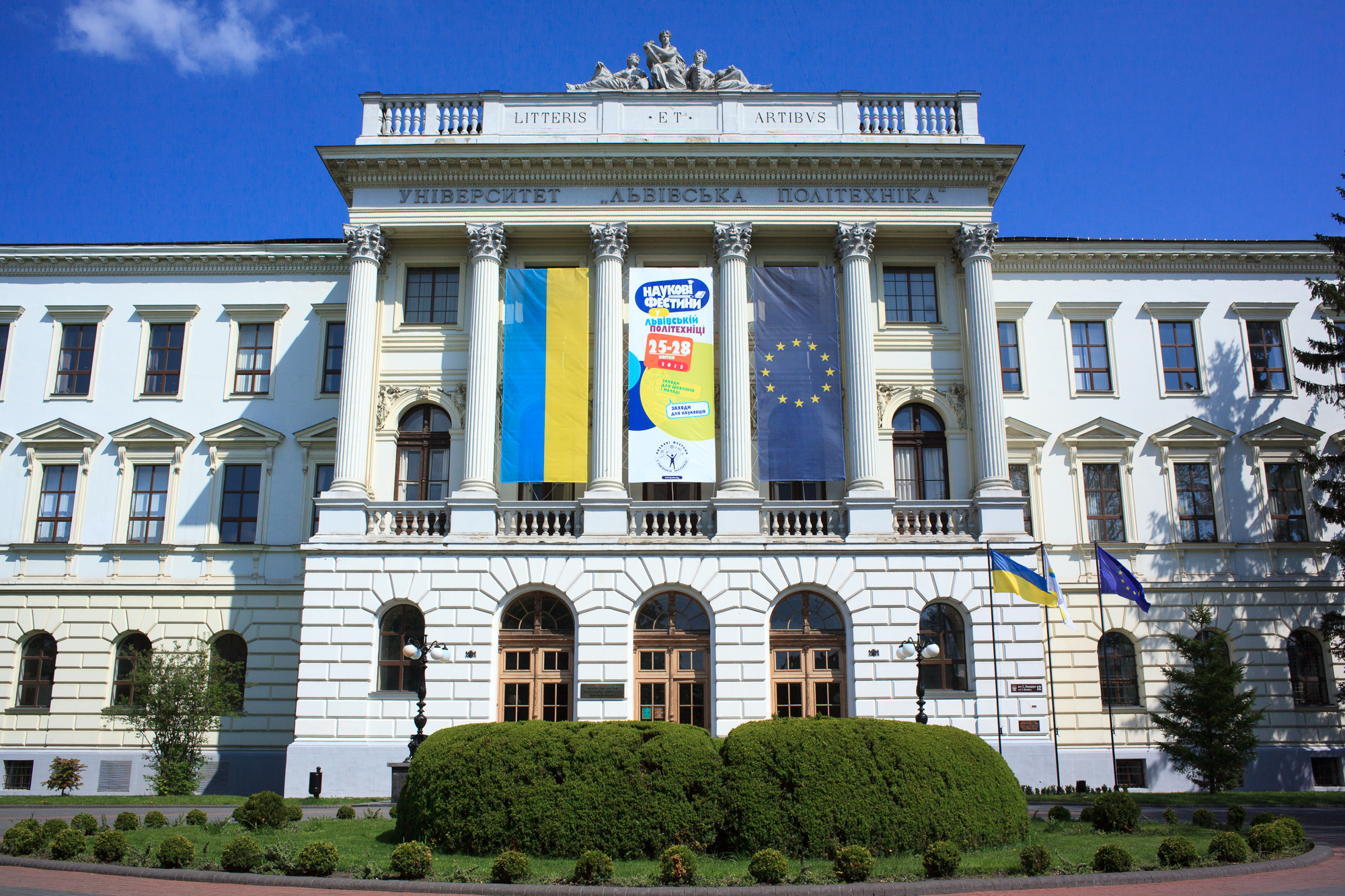
Национальный университет «Львовская политехника»

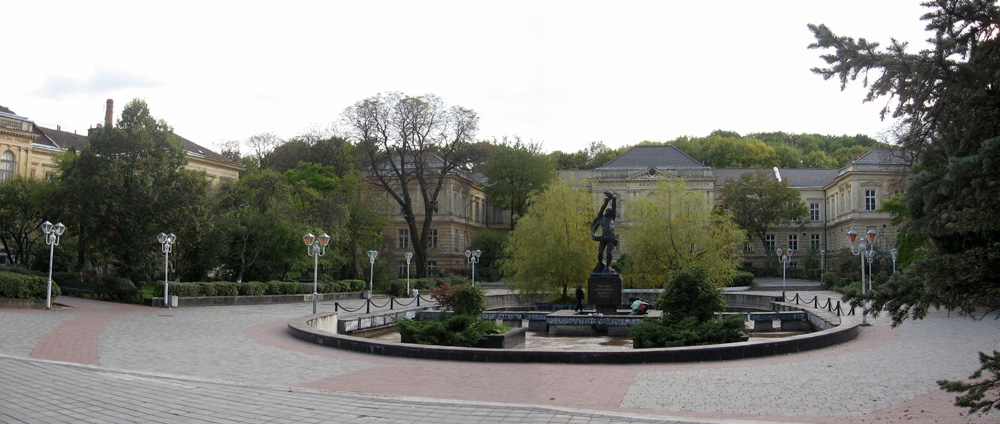
Львовский национальный медицинский университет имени Данила Галицкого

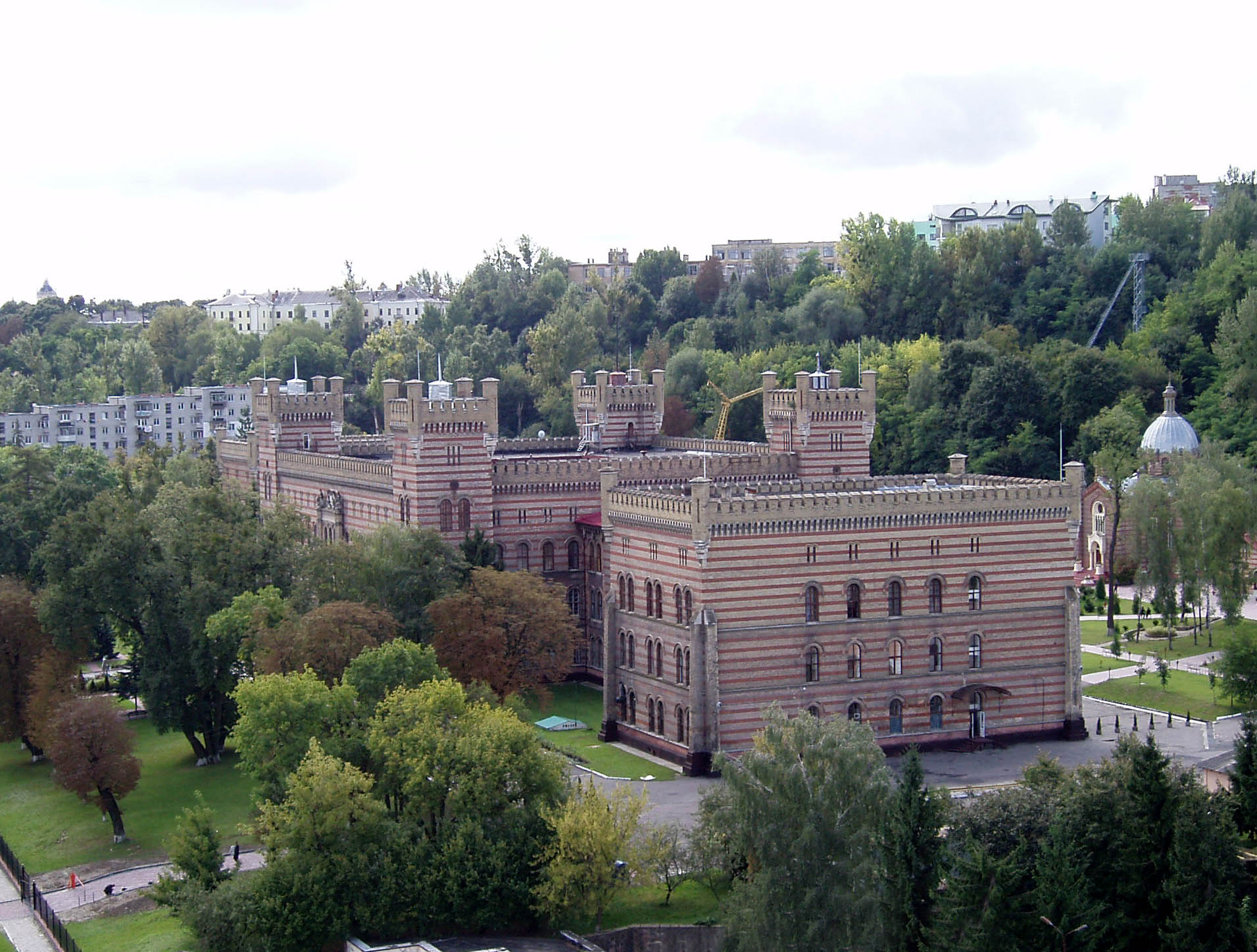
Львовский государственный университет безопасности жизнедеятельности

- Академия сухопутных войск имени гетмана Петра Сагайдачного
- Институт предпринимательства и перспективных технологий
- Львовская национальная академия искусств
- Львовский национальный университет ветеринарной медицины и биотехнологий имени Степана Гжицкого
- Львовская национальная музыкальная академия имени Николая Лысенко
- Львовская богословская семинария
- Львовская коммерческая академия
- Львовская православная богословская академия
- Львовский институт менеджмента
- Львовский национальный аграрный университет
- Львовская государственная финансовая академия
- Львовский государственный университет физической культуры
- Львовский институт банковского дела
- Львовский государственный университет внутренних дел
- Львовский национальный медицинский университет имени Данила Галицкого
- Львовский национальный университет имени Ивана Франко
- Национальный университет «Львовская политехника»
- Национальный лесотехнический университет Украины
- Львовский государственный институт новейших технологий и управления им. В. Черновола
- Львовский институт экономики и туризма
- Украинская академия книгопечатания
- Украинский католический университет
- Львовский государственный университет безопасности жизнедеятельности
- Львовский центр дистанционно-заочного обучения вуза «Восточноевропейский университет экономики и менеджмента»

## Макеевка
- Донбасская национальная академия строительства и архитектуры — с сентября 2014 эвакуирован в г. Краматорск

## Мариуполь
- Приазовский государственный технический университет
- Мариупольский государственный университет

## Мелитополь
- Мелитопольский государственный педагогический университет
- Таврический государственный агротехнологический университет

## Николаев
- Национальный университет кораблестроения имени адмирала Макарова
- Николаевский национальный аграрный университет
- Черноморский национальный университет имени Петра Могилы
- Николаевский областной институт последипломного педагогического образования
- Николаевский политехнический институт
- Николаевский национальный университет им. В. А. Сухомлинского

## Мукачево
- Мукачевский государственный университет

## Одесса
- Военная академия м. Одесса
- Одесская государственная академия строительства и архитектуры
- Одесская государственная академия холода
- Одесский государственный аграрный университет
- Одесская национальная академия связи имени Александра Попова
- Одесская национальная академия пищевых технологий
- Одесская национальная морская академия
- Национальный университет «Одесская юридическая академия»
- Одесский государственный экологический университет
- Одесский национальный экономический университет
- Одесский национальный морской университет
- Одесский национальный политехнический университет
- Одесский национальный университет имени Ильи Мечникова
- Южноукраинский государственный педагогический университет имени Константина Ушинского
- Одесский торгово-экономический институт Киевского национального торгово-экономического университета

## Острог

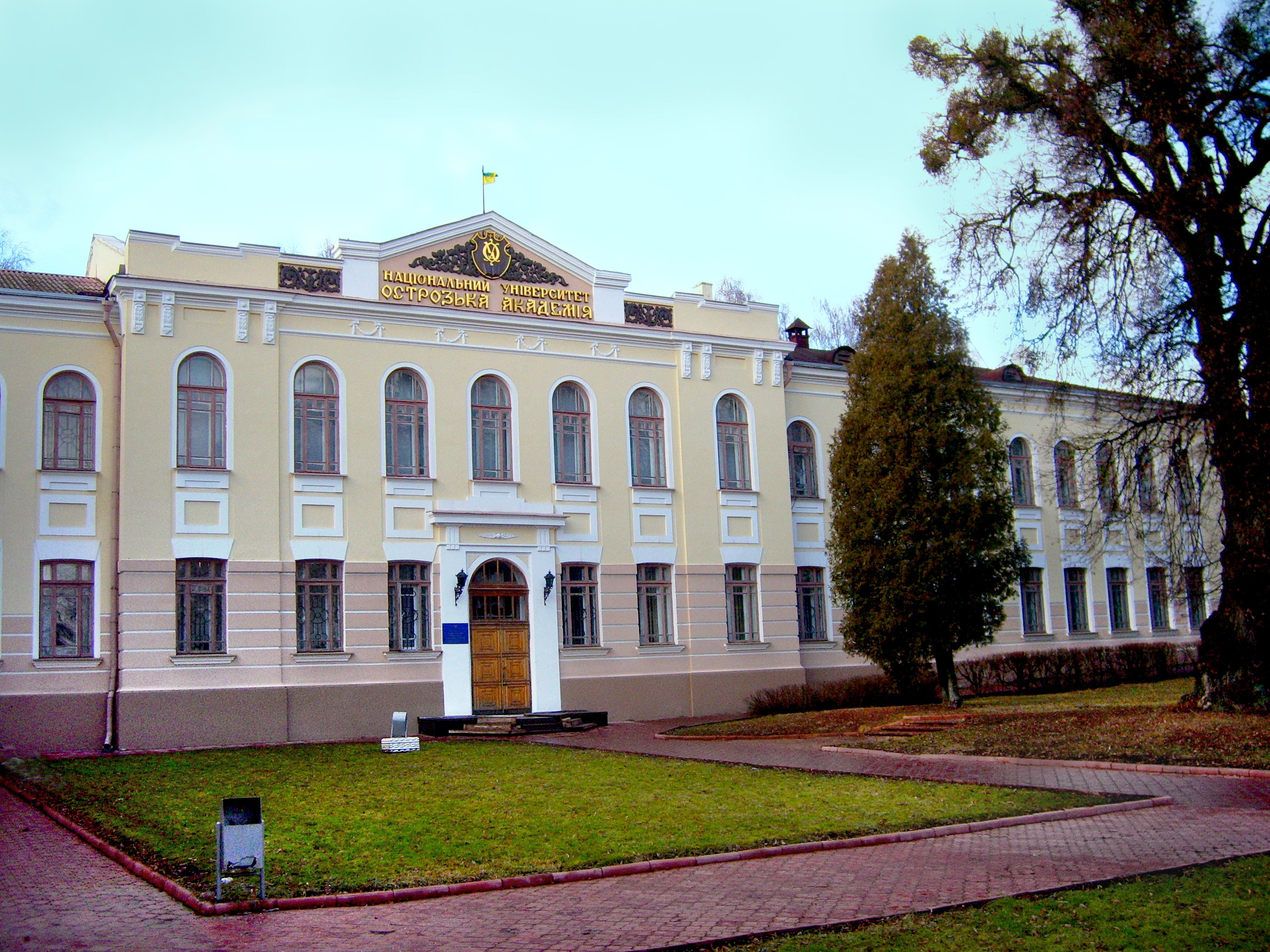
Национальный университет «Острожская академия»

- Национальный университет «Острожская академия»

## Переяслав
- Университет Григория Сковороды в Переяславе

## Полтава
- Межотраслевой институт повышения квалификации и переподготовки специалистов
- MBA от Межотраслевого института повышения квалификации и переподготовки специалистов потребительской кооперации
- Национальный университет «Полтавская политехника имени Юрия Кондратюка»
- Полтавский университет экономики и торговли
- Полтавский государственный аграрный университет
- Полтавский государственный педагогический университет имени В. Г. Короленко
- Украинская медицинская стоматологическая академия

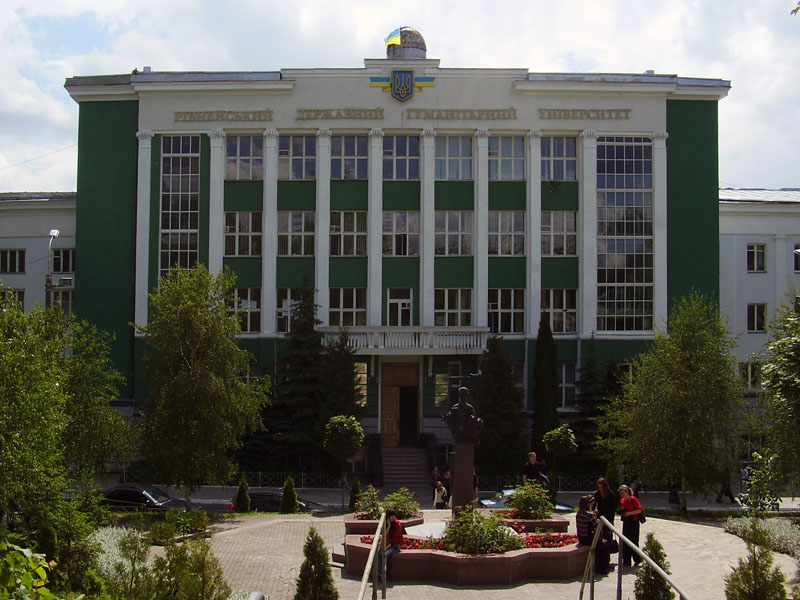
Ровенский государственный гуманитарный университет

- Международный экономико-гуманитарный университет имени академика Степана Демьянчука
- Национальный университет водного хозяйства и природопользования
- Ровенский государственный гуманитарный университет

## Севастополь
- Первый Украинский морской институт

## Симферополь
- Таврический национальный университет имени В. И. Вернадского — от 2015 базируется в Киеве.

## Славянск
- Славянский государственный педагогический университет

Славянский государственный педагогический университет был переименован с 01.06.2012 г.. в Государственное учреждение высшего образования «Донбасский государственный педагогический университет», сокращенно ДВНЗ «ДДПУ».

## Сумская область

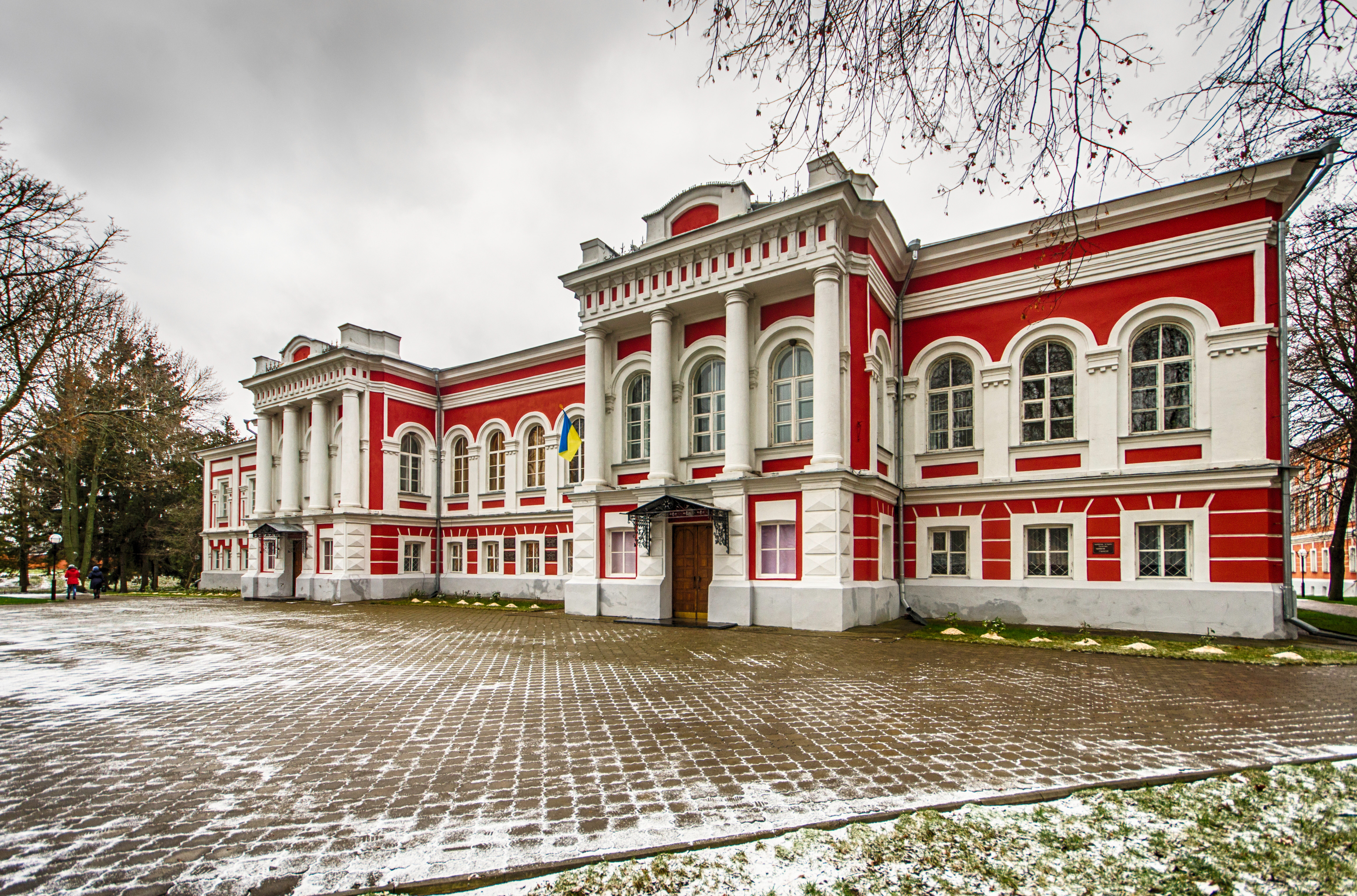
Глуховский национальный педагогический университет имени Александра Довженко

### Сумы
- Институт прикладной физики Национальной академии наук Украины
- Сумской областной институт последипломного педагогического образования
- Сумской профессиональный колледж искусств и культуры им. Д. С. Бортнянского
- Сумской филиал Национального университета пищевых технологий
- Сумской филиал Харьковского национального университета внутренних дел
- Сумской строительный колледж
- Сумской государственный педагогический университет имени А. С. Макаренко
- Сумской государственный университет
- Сумской институт Межрегиональной академии управления персоналом
- Сумской колледж экономики и торговли
- Сумской национальный аграрный университет

### Глухов
- Глуховский агротехнический институт имени С. А. Ковпака Сумского национального аграрного университета
- Глуховский агротехнический профессиональный колледж Сумского национального аграрного университета
- Глуховский национальный педагогический университет имени Александра Довженко

### Конотоп
- Конотопский филиал Межрегиональной академии управления персоналом
- Конотопский институт Сумского государственного университета

### Шостка
- Шосткинский институт Сумского государственного университета

## Тернополь
- Европейский университет финансов, информационных систем, менеджмента и бизнеса
- Западноукраинский национальный университет
- Тернопольский национальный технический университет имени Ивана Пулюя
- Тернопольский национальный педагогический университет имени В. Гнатюка
- Тернопольский национальный медицинский университет имени И. Я. Горбачевского

## Ужгород
- Закарпатский государственный университет
- Ужгородский национальный университет
- Ужгородский торгово-экономический институт Киевского национального торгово-экономического университета
- Украинский институт лингвистики и менеджмента

## Умань
- Уманский национальный университет садоводства
- Уманский государственный педагогический университет имени Павла Тычины

## Харьков

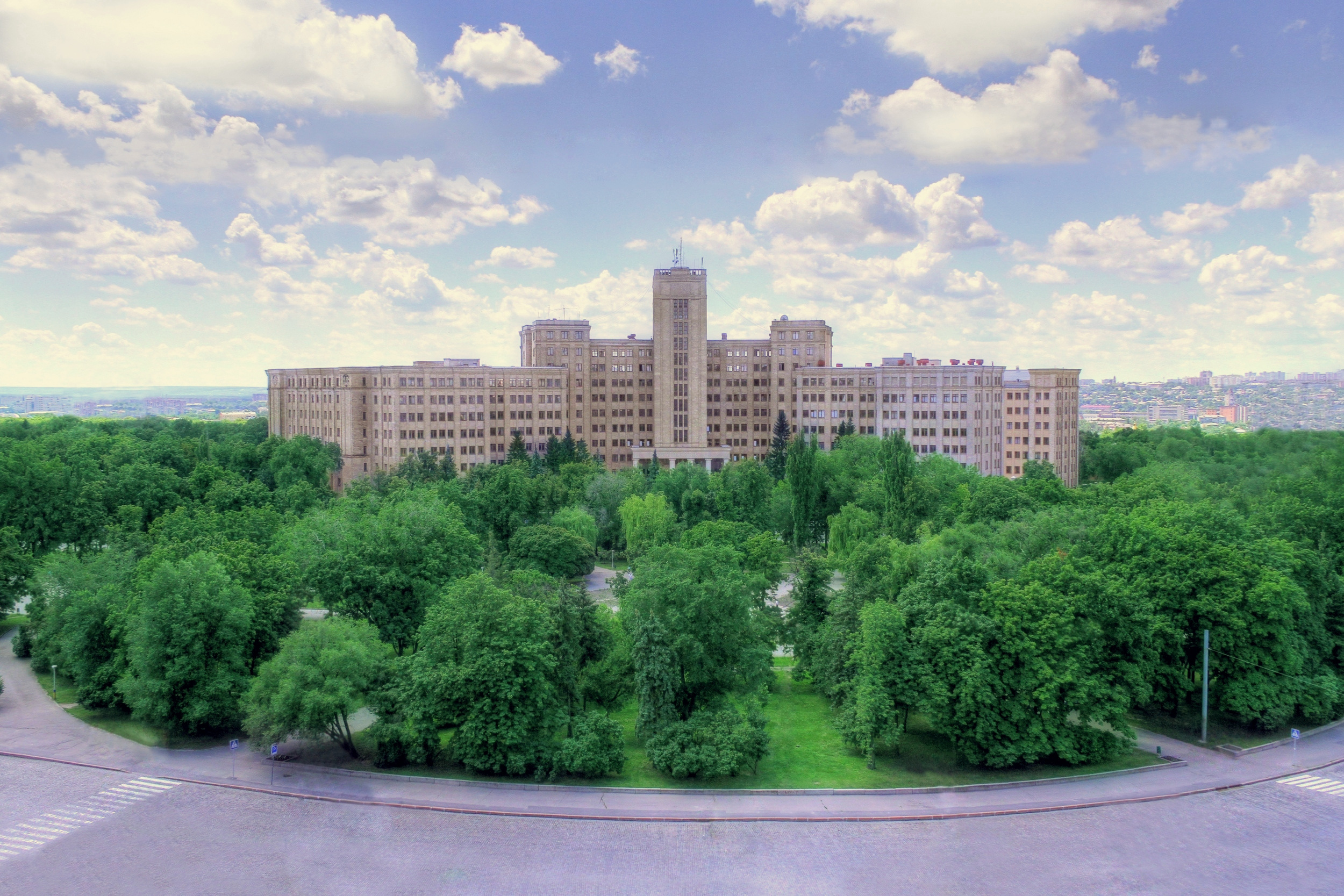
Харьковский национальный университет имени Василия Каразина

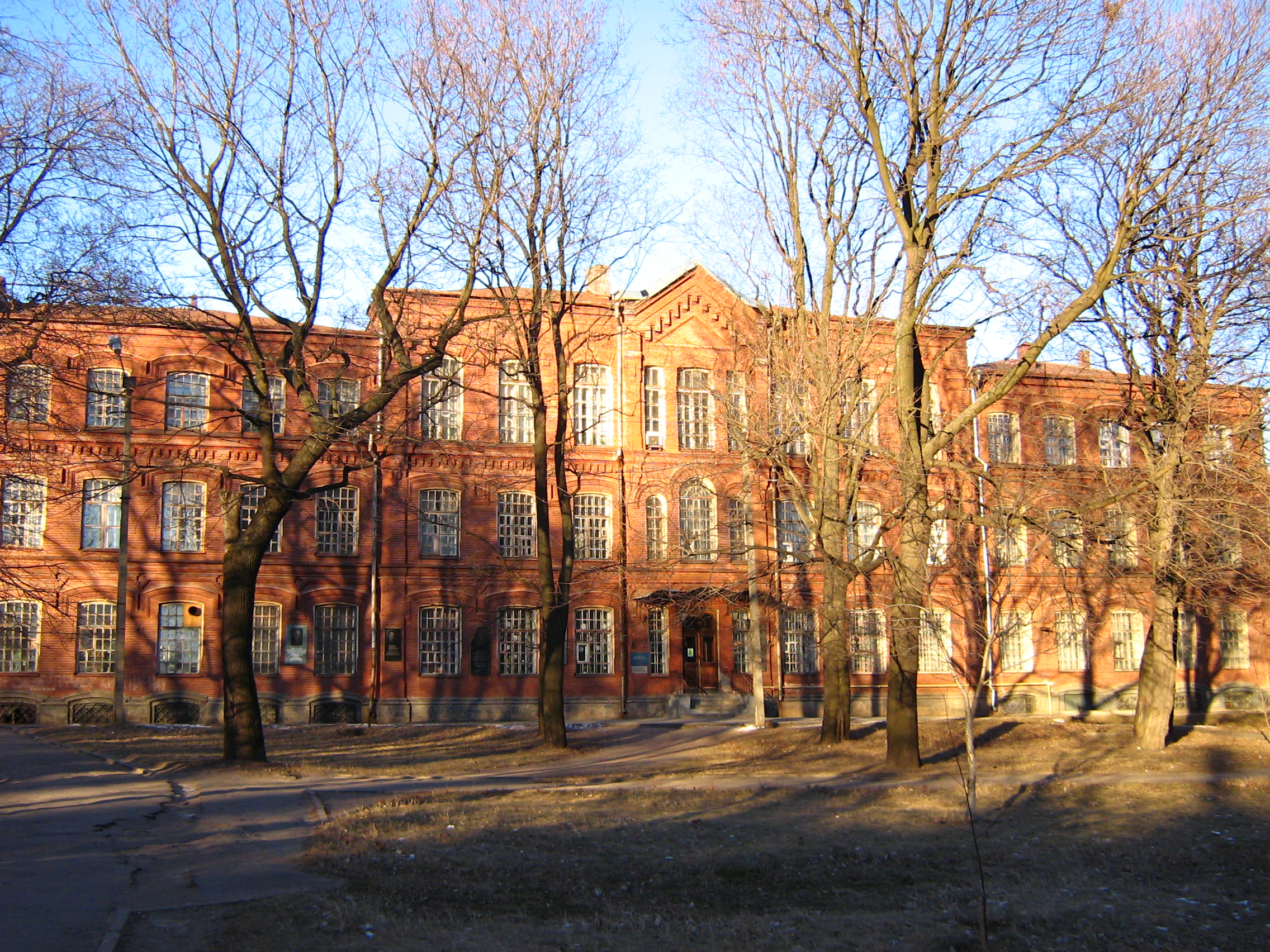
Национальный технический университет «Харьковский политехнический институт»

- Национальная академия Национальной гвардии Украины
- Национальный аэрокосмический университет имени Николая Жуковского «ХАИ»
- Национальный фармацевтический университет
- Национальная юридическая академия имени Ярослава Мудрого
- Харьковская государственная академия дизайна и искусств
- Харьковская государственная академия культуры
- Харьковский государственный университет питания и торговли
- Харьковский гуманитарный университет «Народная украинская академия»
- Харьковский государственный медицинский университет
- Харьковский государственный технический университет строительства и архитектуры
- Харьковский национальный автомобильно-дорожный технический университет
- Харьковский национальный педагогический университет им. Г. С. Сковороды
- Харьковский национальный технический университет сельского хозяйства имени Петра Василенко
- Харьковский национальный университет внутренних дел
- Харьковский национальный университет имени Василия Каразина
- Харьковский национальный университет искусств имени И. П. Котляревского
- Харьковский национальный университет радиоэлектроники
- Харьковский национальный экономический университет
- Национальный технический университет «Харьковский политехнический институт»
- Украинская инженерно-педагогическая академия
- Харьковский институт финансов Киевского национального торгово-экономического университета
- Харьковский торгово-экономический институт Киевского национального торгово-экономического университета

## Херсон
- Херсонский государственный морской институт
- Херсонский государственный университет
- Херсонский экономико-правовой институт
- Херсонский национальный технический университет

## Хмельницкий
- Хмельницкий экономический университет
- Хмельницкий национальный университет
- Хмельницкий университет управления и права
- Хмельницкая гуманитарно-педагогическая академия

## Черкассы
- Черкасский государственный технологический университет
- Черкасский институт банковского дела Университета банковского дела Национального банка Украины (г. Киев)
- Черкасский институт пожарной безопасности имени Героев Чернобыля
- Черкасский национальный университет имени Богдана Хмельницкого

## Черновцы

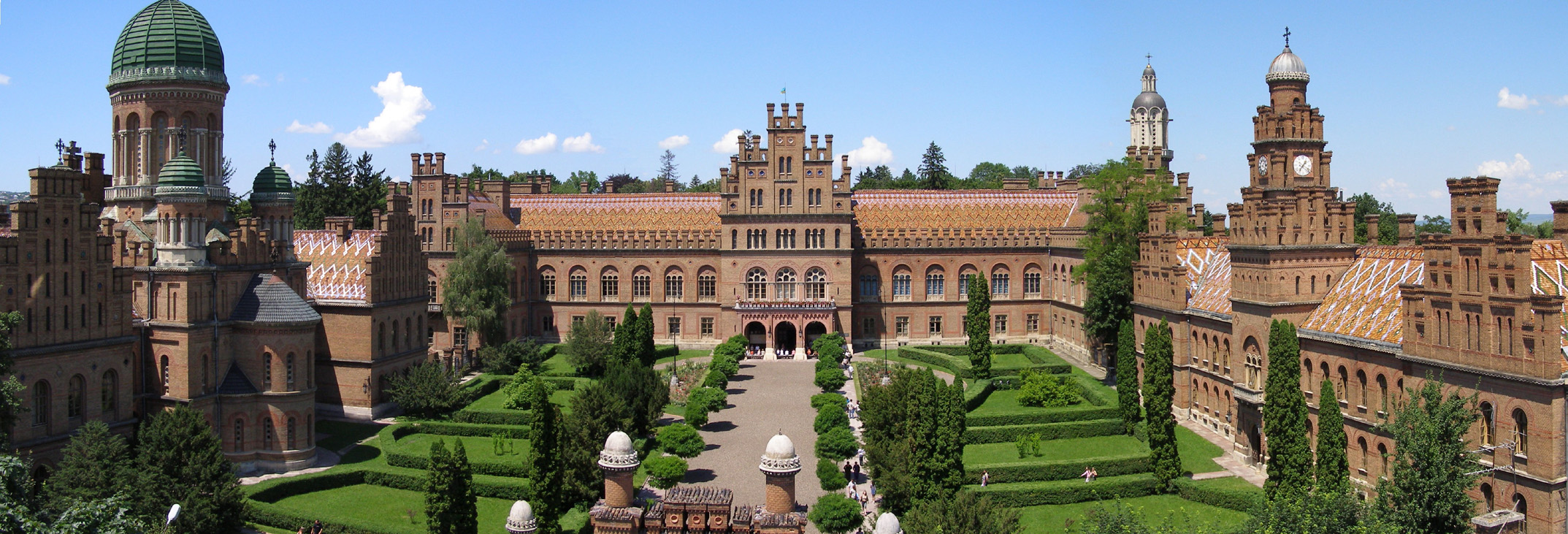
Черновицкий национальный университет имени Юрия Федьковича

- Буковинский государственный медицинский университет
- Буковинский университет
- Черновицкий национальный университет имени Юрия Федьковича
- Черновицкий торгово-экономический институт Киевского национального торгово-экономического университета

## Черниговская область

### Чернигов
- Академия Государственной пенитенциарной службы Украины
- Институт сельскохозяйственной микробиологии и агропромышленного производства Национальной академии аграрных наук Украины
- Национальный университет «Черниговская политехника»
- Национальный университет «Черниговский коллегиум» имени Т. Г. Шевченко
- Черниговский экономический колледж Национальной академии статистики, учета и аудита
- Черниговский институт имени Героев Крут Межрегиональной академии управления персоналом
- Черниговский институт информации, бизнеса и права Учреждения высшего образования «Международный научно-технический университет имени академика Юрия Бугая»
- Черниговский кооперативный колледж Черниговской облпотребсоюза

### Нежин
- Обособленное подразделение Национального университета биоресурсов и природопользования Украины «Нежинский агротехнический институт»
- Нежинская филиал Частного высшего учебного заведения «Киевский институт бизнеса и технологий» общество с ограниченной ответственностью
- Нежинский государственный университет имени Николая Гоголя

### Прилуки
- Частное высшее учебное заведение «Прилуцкий финансово-правовой колледж»
- Прилуцкий агротехнический колледж

### Бобровица
- Обособленное подразделение национального университета биоресурсов и природопользования Украины «Бобровицкий учебно-информационно-консультационный пункт»

### Борзна
- Борзнянский государственный сельскохозяйственный техникум

### Остёр
- Остерский колледж строительства и дизайна

### Сосница
- Сосницкий сельскохозяйственный техникум бухгалтерского учета

## Другие
- Межрегиональная Академия управления персоналом (Филиалы во всех регионах)
- Университет экономики и права «Крок» (Киев и филиалы в 9 регионах)